# Giudizio Universale (rivista)
Giudizio Universale è una rivista culturale italiana a cadenza mensile nata nel 2005 e diretta da Remo Bassetti.
La peculiarità del mensile è quella di essere dedicato a recensioni che riguardano qualsiasi oggetto. In altre parole, nella rivista sono contenuti, in ogni numero, circa sessanta giudizi relativi a libri, mostre, cd, film, spettacoli, alberghi ma anche leggi, scuole, personaggi, siti internet, bevande, specialità culinarie, uffici pubblici, tendenze ecc.
Tra i suoi collaboratori ci sono alcuni tra i principali intellettuali italiani, fra i quali Michele Serra, Massimo Fini, Vincenzo Cerami, Giulio Ferroni, Tullio Avoledo, Antonio Scurati, Sandro Veronesi, Paolo Giordano, Tito Boeri, Gustavo Zagrebelsky, Carlo Flamigni, Annamaria Testa, Marco Travaglio, Giovanna Zucconi, Stefano Bollani, Vauro, Sergio Luzzatto. Dal numero speciale di luglio 2007 la rivista ha aperto alla collaborazione di famosi scrittori stranieri come Abraham B. Yehoshua, Tahar Ben Jelloun, Jonathan Coe, Javier Cercas, Marc Augé, Antonia S. Byatt, Zygmunt Bauman. Periodicamente, a mezzo di concorso, vengono selezionati collaboratori tra giovani di talento.
La diffusione è nazionale, nelle edicole e nelle principali librerie, oltre che per spedizione in abbonamento. Tiratura di circa 40 000 copie. Distribuzione e stampa gestiti dalla Mondadori. La sede della rivista è a Torino.
Il pubblico a cui si rivolge è colto, con penetrazione particolare tra i professionisti e studenti universitari, la ripartizione dei lettori è pressoché uniforme tra uomini e donne.
Dal 2008 la rivista ha sospeso la pubblicazione in edicola e si è trasformata in un quotidiano culturale online.
Il progetto editoriale cartaceo è tuttavia continuato sotto forma di pubblicazione di libri (le Guide di Giudizio Universale), caratteristica dei quali è la scelta di coppie di autori. Questi i titoli: Guida al corpo della donna (di Margherita Granbassi e Carlo Flamigni); Guida per difendersi dal razzismo (di Khaled Fouad Allam e Mimmo Calopresti); Guida ai consumi contro la crisi (di Antonio Lubrano e Vauro); Guida a 49 martiri della storia d'Italia (di Roberto Alajmo e Lidia Ravera); Guida ai musicisti che rompono da Beethoven a Lady Gaga (di Massimo Balducci e Federico Capitoni).